# كيدروفي
كيدروفي (بالروسية: Кедровый) هي إحدى مدن روسيا في الكيان الفدرالي الروسي تومسك أوبلاست.